# История почты и почтовых марок Великобритании
История почты и почтовых марок Великобритании охватывает развитие почтовой связи в Великобритании и эмиссии почтовых марок этой страной и её различных исторических территорий со Средних веков и до наших дней.
История почты Великобритании примечательна, как минимум, в двух отношениях: во-первых, введением почтовых марок в 1840 году и, во-вторых, организацией эффективной почтовой связи на всей территории Британской империи, которая лежит в основе существующей сегодня почты многих стран. Великобритания входит в число стран — основательниц Всемирного почтового союза (ВПС; 1875), a её почтовым оператором является Королевская почта (англ. Royal Mail).

## Ранняя история
В XII веке король Генрих I основал службу гонцов (post riders, или messengers) для доставки государственных писем. По оценкам, в период между 1100 и 1135 годом гонцами было перевезено 4,5 тысяч писем. В те времена частные лица были вынуждены сами заботиться о пересылке писем.
Новое развитие английская почтовая служба получила к концу XIII века, когда Генрих III ввёл особую форму для гонцов, а Эдуард I учредил почтовые станции (post houses), где гонцы сменяли лошадей.
Зачатки регулярной почты в Англии встречаются далее около середины XIV века, когда во время правления Эдуарда II появились первые почтовые пометки — сделанные на корреспонденции от руки надписи «Haste, post haste» («Спеши, почта, спеши») и знак виселицы.
В 1516 году Генрих VIII создал Королевскую почту, сделав Брайана Тьюка начальником почты, или почтмейстером (Master of the Postes). В 1567 году Елизавета I назначила Томаса Рэндольфа главным почтмейстером (Chief Postmaster). В эпоху королевы Елизаветы по-прежнему использовались верховые гонцы. Яков I учредил для своей заграничной корреспонденции специальную почтовую службу.
Карл I сделал пересылку писем как за границу, так и внутри страны монополией государства и учредил почтовые экспедиции в Англии и Шотландии; содержание почты он сдавал на откуп за 7000 фунтов стерлингов. При Томасе Уизерингсе, главном почтмейстере в правление Карла I, Королевская почта стала доступна для частных лиц (1635), располагая налаженной системой почтовых трактов, зданиями и персоналом. С того времени и вплоть до почтовых реформ 1839—1840 годов вошло в обыкновение, чтобы почтовый сбор оплачивал получатель, хотя и можно было уплатить его авансом при отправке письма.
В 1660 году было создано почтовое управление (Post Office), и Карл II назначил Генри Бишопа первым генеральным почтмейстером. В ответ на жалобы клиентов на задержки писем Бишоп ввёл штемпель Бишопа — небольшой круг с указанным внутри него месяцем и днём, который применялся в Лондоне, в Главном почтовом управлении и Заграничном отделе (Foreign section), а вскоре появился в Шотландии (Эдинбург) и Ирландии (Дублин), до конца XVIII века. Корреспонденцию доставляли только между городами, откуда её далее развозили местные предприниматели. В последующие годы почта расширилась с шести трактов до целой сети, охватывающей всю территорию страны, а почтовые отделения возникли как в крупных городах, так и в небольших городках, причём каждое из них имело собственный почтовый штемпель.
В 1680 году в Лондоне возникла частная почта Уильяма Докрея. Она получила название Лондонской пенни-почты, так как за пересылку писем в городе взимался 1 пенни и в пригородах — 2 пенса. Корреспонденция помечалась треугольным штемпелем. Однако ввиду нарушения почтовой монополии, пенни-почта была закрыта в 1682 году.
|  |

По закону Королевства Великобритании 1710 года, заведование почтовой частью в Англии, Шотландии и Ирландии, а также в колониях было вверено Главному почтовому управлению. Этим же законом впервые была установлена общая такса для писем по трём направлениям — соответственно в 3, 4 и 5 пенсов. Значительное ускорение в пересылке писем было достигнуто реформой 1784 года, когда, по инициативе Джона Пальмера, верховые гонцы были заменены почтовыми каретами (mail coaches).
В дальнейшем в действующие почтовые таксы вносились новые подразделения, а в эпоху наполеоновских войн они несколько раз повышались. По тарифу 1812 года, простое письмо весом до 1 унции, но состоявшее не более чем из одного листка, оплачивалось по одиннадцати направлениям (на которые были подразделены расстояния от 15 до 500 миль) в размере от 4 до 14 пенсов; на расстояния свыше 500 миль за каждые 100 миль делалась надбавка в один пенс. Если письмо состояло из нескольких листков, то каждый листок оплачивался как отдельное письмо.

## Викторианская эпоха

### Почтовая реформа Хилла
Развитие почтовых сношений в Англии тормозилось непомерно высокими таксами, равно как неповоротливостью почтового механизма. Новая эра в истории почтового дела в Англии открылась со введением в 1840 году, по предложению Роуленда Хилла, единообразной и умеренной таксы для писем. Эта реформа, в связи с распространением железных дорог и пароходных линий, довела почтовые сообщения Англии до высшей степени развития.
В своей знаменитой брошюре «Post Office Reform; its Importance and Practicability» (Лондон, 1837) Хилл, как отмечено в Энциклопедическом словаре Брокгауза и Ефрона, «показал, что за время с 1815 до 1835 года почтовый доход, несмотря на рост населения и народного благосостояния, не увеличивался и что это неподвижное состояние почтового дохода обуславливается теми тормозами, которые свободное развитие почтовых сношений встречает в тарифе и вызываемых им проволочках. Облегчение почтовых сношений должно было, по его мнению, не только дать более благоприятные финансовые результаты, но и оказать благотворное влияние на религиозное, нравственное и интеллектуальное развитие народа. Исходя из того положения, что издержки по перевозке писем в весьма малой степени зависят от расстояния», Хилл «предложил ввести единообразный тариф, по которому во все пункты Соединённого королевства, независимо от расстояния, взималось бы с писем весом до ½ унции по 1 пенсу, под условием предварительной оплаты письма отправителем с помощью марок».
В 1839—1840 годах Р. Хилл продолжал отстаивать идею реформирования британской почты в стремлении обратить вспять процесс постоянного роста финансовой убыточности почты. Несмотря на упорное сопротивление Главного почтового управления, объявившего проект Хилла диким и фантазёрским, английский парламент, уступая оживлённой агитации в обществе, одобрил его. Вначале Хилл убедил парламент ввести всеобщую четырёхпенсовую почту, в соответствии с которой, независимо от расстояния, устанавливался твёрдый тариф в размере 4 пенсов за пол-унции веса (эквивалентно £1,18 за 1 кг в отношении более тяжёлой корреспонденции). Этот тариф вступил в действие 5 декабря 1839 года, но применялся в течение всего лишь 36 дней.
Нововведение сразу же оказалось успешным, и 10 января 1840 года была учреждена Всеобщая пенни-почта с единым почтовым тарифом, в соответствии с которым нужно было платить только 1 пенни за предоплаченные письма и 2 пенса при взимании сбора с получателя. Почтовая реформа 1840 года предполагала для оплаты пересылки писем не только почтовые марки, но и штемпельные конверты, а также предусматривала заказные письма.
Хотя надежды Хилла на увеличение корреспонденции не сбылись, а почтовый доход Англии даже сильно понизился и лишь в 1874 году достиг уровня, на котором находился в 1839 году, тем не менее, благотворное влияние реформы было вне всяких сомнений. Основные её положения заключаются в том, что издержки по пересылке писем главным образом обуславливаются операциями по их приёму и доставке и в несравненно меньшей степени зависят от их перевозки по тому или другому расстоянию, а предварительная оплата писем представляет собой существенное облегчение в ведении почтового дела. Эти положения являются незыблемыми основами всех последующих почтовых тарифов. Не сразу оценённая, реформа Хилла постепенно была усвоена в других странах — Россией в 1843—1844 годах, Францией в 1849 году, Австрией в 1861 году, Северогерманским союзом в 1868 году.
По некоторым данным, первым мысль о преобразовании внутренней почты в Англии подал британский зоолог и первый филателист Джон Эдуард Грей.

### Первые почтовые марки
Фиксированные тарифы означали, что для отправки письма становилось целесообразным не иметь дела с деньгами, а использовать «клейкую этикетку» («adhesive label»). Соответственно, 6 мая 1840 года «Чёрный пенни» стал первой поступившей в обращение наклеиваемой почтовой маркой в мире. Почти одновременно (8 мая) был выпущен и «Синий двухпенсовик».
Почтовые марки сначала предназначалась только для использования на территории Соединённого королевства Великобритании и Ирландии и фактически первоначально были местными марками. По этой причине на рисунке марок не было указано название страны. Эта практика была продолжена по соглашению с почтовыми ведомствами других стран при условии, что на марке имеется изображение монарха. Конверты, продаваемые с предоплаченным почтовым тарифом, не предусматривали этого, поэтому название страны на них указывалось. Лишь в 1951 году на специальном памятном выпуске к Фестивалю Британии было дано название «Britain» («Британия»). Это можно считать первым случаем указания страны на почтовых марках Великобритании, хотя слово «British» («Британский») появлялось на памятных марках, посвящённых Британской имперской выставке 1924 года.
Вскоре стало очевидным, что чёрный цвет — не самый подходящий для почтовой марки, поскольку на нём были трудно различимы оттиски штемпелей гашения, и после 1841 года марки печатались кирпично-красного цвета. «Красный пенни» оставался в обращении в течение десятилетий.

### Дальнейшее развитие почты
В викторианскую эпоху почтовой частью, вместе с телеграфной, заправляло Главное почтовое управление, глава которого, генеральный почтмейстер, входил в состав Кабинета. Постоянное руководительство почтовым делом принадлежало трём секретарям, которые не находились в зависимости от перемены министерств. Почтовые учреждения ведались Главным управлением непосредственно, окружных установлений не существовало, и лишь для ведения надзора все местные почтовые учреждения были распределены между 16 инспекторами (Surveyor). Дополнительно в Эдинбурге имел пребывание главный инспектор (Surveyor General) для Шотландии, а в Дублине — секретарь для Ирландии. Почтовые учреждения подразделялись на головные (Head Offices) и подчинённые (Sub Offices) отделения. Сверх того, для облегчения обращения писем в городах существовали городские пункты приёма писем (Town Letter Receiving Offices). В Лондоне, который один отправлял и получал около 80 % всех писем, пересылавшихся по английской почте, существовали 12 головных, 91 подчинённое отделение и до 900 приёмных пунктов.
В этот же период наблюдался резкий рост экспериментирования, когда в Англии впервые были введены почтовые переводы и устроены почтовые сберегательные кассы. Неэффективность отрезания почтовых марок из марочного листа ножницами вдохновила Г. Арчера на опыты с просечкой, вошедшей в историю под названием арчеровской просечки, и на разработку марочно-перфорационной машины. Это привело к изобретению перфорации, которая стала повсеместно использоваться в 1854 году. В 1857 году была изобретена машина для штемпелевания марок на письмах. Её создателем был сын Р. Хилла, П. Хилл. Машина имела пропускную способность 118 писем в минуту.
1 июля 1875 года Великобритания вошла в число стран — учредительниц ВПС.
О числе и деятельности почтовых учреждений Англии в конце XIX века можно судить по данным 1894 года:
- Почтовые учреждения:
  - общее число — 4463,
  - одно почтовое учреждение на
    - 1 км² — 54,9,
    - жителей — 4372.
- Общее количество отправлений — 761 641 000,
  - в том числе в тысячах:
    - писем — 418 542,
    - открытых писем — 117 021,
    - произведений печати — 176 513,
    - почтовых переводов — 17 391,
    - посылок — 31 769.
- На одного жителя приходилось 28,7 почтового отправления.
- Превышение дохода почтового ведомства над расходами — 3 186 608 рублей[13].

Услуги британской почты в это время регулировались различными правилами и тарифами. Например, для бандерольных отправлений устанавливался высший предельный вес, который для произведений печати доходил до 5 фунтов. При наличии определённых условий взимались особые усиленные таксы с письменной корреспонденции, включая, например, письма, которые были приняты для отправки по истечении обычных часов приёма (late fee) или же подлежали отправке с поездами, с которыми почта вообще не пересылалась (rail way letters, с 1891 года).
Для отправки заказных писем в 1906 году впервые начали применять специальные заказные ярлыки.

## Выпуски почтовых марок
Периодизация британских почтовых марок соответствует правлениям монархов этого государства, поскольку при смене правителя каждый раз требовалось эмитировать новые почтовые знаки с изображением очередного короля или королевы.
Среди самых странных британских законов существует запрещение приклеивания на конверт почтовых марок с головой монарха вверх тормашками. Это приравнивается в Великобритании к государственной измене.

### Виктория
Все марки с портретом королевы Виктории и номиналом в 1 пенни, выходившие до 1880 года, имели номер печатной формы (пластины) в углах марочного листа, а на краях листа были проставлены стоимость марок в листе и указания по их употреблению.
Вслед за ранними марками викторианской эпохи, в 1847 году одношиллинговая (£ 0,05) восьмиугольная почтовая марка стала первой выпущенной тиснёной маркой Великобритании. В 1848 году её дополнила марка похожего дизайна номиналом в 10 пенсов, а в 1854 году — номиналом в 6 пенсов (£ 0,025). Марки 1854 года выпуска имели размер зубцовки 16. Такая мелкая перфорация приводила к тому, что лист марок распадался, и зубцовку на последующих марках сделали более крупной (размером 14). Для печатания марок 1847—1848 годов номиналом в 10 пенсов и 1 шиллинг применялась специальная бумага с шёлковыми нитями.
Почтовые марки, напечатанные типографией De La Rue способом рельефной печати, впервые увидели свет в виде марки номиналом в 4 пенса в 1855 году и впоследствии стали стандартными. Розово-красный полупенсовик (Halfpenny) и красный полуторапенсовик (1½d — Penny Halfpenny), выпущенные в 1870 году, стали последними гравированными марками с изображением королевы Виктории; следующие гравированные марки вышли в обращение лишь в 1913 году. На всех выполненных способом рельефной печати марках 1860-х и 1870-х годов был представлен один и тот же профиль Виктории, варьировали лишь рамки, водяные знаки и буквы в углах марки.
Почтовая марка номиналом в 5 шиллингов (£ 0,25) впервые появилась в 1867 году. За ней последовали марки номиналом в 10 шиллингов (£ 0,50) и один фунт стерлингов (£ 1) в 1878 году, а в 1882 году — марка номиналом в пять фунтов (£ 5).
Эпоха красных пенни закончилась вместе с прекращением действия договора на печать почтовых марок с типографской фирмой «Перкинс Бэкон». Новые марки низких номиналов также были напечатаны рельефной печатью: первой в 1880 году вышла в обращение марка номиналом в один пенни цвета венецианский кармин в квадратной рамке. Однако принятие Закона о таможенных пошлинах и внутренних налогах (Customs and Inland Revenue Act) 1881 года обусловило потребность в новых марках, также пригодных к использованию в качестве гербовых марок, в связи с чем в том же году был выпущен «Сиреневый пенни» с надписью на марке «Postage and Inland Revenue» («Почтовый сбор и финансовое управление»). Эта марка оставалась стандартной маркой для франкировки писем до самого конца правления королевы Виктории. Было напечатано огромное число экземпляров этой марки. На более поздних выпусках надпись была сокращена до «Postage & Revenue» («Почтовый и гербовый сбор»), которая превратилась в более знакомую надпись на марках — «Postage Revenue».
В 1883 и 1884 годах проводились эксперименты с использованием для печати почтовых марок нестойких красок. Рисунок марок был довольно простым, марки низких номиналов были сиреневого цвета, а высоких номиналов — зелёного, поскольку это были единственные имеющиеся в наличии цвета. Цель выпуска, известного как «Сиренево-зелёный выпуск королевы Виктории», была достигнута — относительно малое число марок уцелело после использования, поскольку марки обесцвечивались при их отмывке с конверта, — но общественность эти марки невзлюбила.
Последним значительным выпуском времён правления Виктории стал «Юбилейный выпуск» 1887—1892 годов — серия из 12 марок номиналом от ½ пенни до 1 шиллинга, в основном напечатанных в двух цветах (впервые) или на цветной бумаге. Несмотря на то, что эти марки были эмитированы в год юбилея, их выпуск не был приурочен именно к этому событию, поэтому они не являются коммеморативными марками, хотя иногда и причисляются к таковым.
До 1857 года на британских почтовых миниатюрах в нижних углах рисунка проставлялись буквы, указывавшие на положение марки в листе (ряд и место в ряду); в дальнейшем и до 1887 года буквы были по всем четырём углам рисунка.

### Эдуард VII и Георг V
Когда в начале XX века на трон взошёл Эдуард VII, возникла потребность в выпуске новых почтовых марок. Однако подход был очень консервативен: снова была использована бо́льшая часть рамок из «Юбилейного выпуска», а изображение короля по-прежнему представляло собой простой профиль, как, например, на редком пурпурном двухпенсовике 1910 года. Поскольку период правления Эдуарда VII оказался довольно коротким, рисунок марок не претерпел значительных изменений, но появилась мелованная бумага:
- Почтовая марка с портретом Эдуарда VII и номиналом в 1 пенни (1902)
- Раритетный пурпурный двухпенсовик Эдуарда VII[англ.] (1910)

Почтовые марки с портретом короля в период правления Георга V, напротив, были оригинальными с самого начала. Первый выпуск от 22 июня 1911 года включал марки номиналом в ½ пенни и 1 пенни того же цвета, что и при предыдущем правлении. Хотя вид основного рисунка остался прежним — центральный эллипс для портрета, орнаментная рамка, плакетка номинала в нижней части и корона в верхней, — впервые в рисунке марки был использован портрет в три четверти поворота головы. Марки этого типа, появившиеся в 1911—1912 годах, примечательны для специалистов ещё и тем, что имеют варианты перфорации, водяных знаков, оттенков и сортов бумаги.
В последующих выпусках вернулись к стандартному профилю короля, как это можно видеть на марочной серии 1912—1913 годов. На миниатюрах серии с высокими номиналами, которые поступили в обращение в 1913 году, были запечатлены, кроме портрета короля, символическая фигура Британии и тройка коней в пучине моря.
Первые коммеморативные марки Великобритании были выпущены по поводу Британской имперской выставки в 1924 году. На паре крупноформатных марок был изображён лев в величественной позе. Марки выходили дважды, в 1924 году и в 1925 году, причём на марках каждого года указан год выпуска в обращение.
Вторая серия памятных марок, эмитированная в 1929 году, была посвящена IX конгрессу ВПС, проведённому в том же году в Лондоне. Одна из марок серии, номиналом в 1 фунт стерлингов, причисляется к редкостям современной Великобритании, поскольку имела относительно скромный тираж — 61 тыс. экземпляров. В 1935 году производился «Серебряный юбилейный выпуск» в связи с 25-летием пребывания на троне Георга V.

### Эдуард VIII и Георг VI
В 1936 году появилась серия из четырёх марок в честь Эдуарда VIII, успевшая попасть в обращение до его отречения от престола. Коронация Георга VI в 1937 году была отмечена коммеморативной маркой, изданной в рамках омнибусного коронационного выпуска, который охватил все колонии Британской империи. На новых стандартных марках был изображён профиль короля на однотонном фоне, основанный на гипсовом слепке, выполненном Эдмундом Дьюлаком. Это был предшественник появившихся три десятилетия спустя марок серии «Машен».
Столетие почтовой марки было отмечено в 1940 году серией из шести марок с изображением Виктории и Георга VI бок о бок. Тем не менее, особенностью английских почтовых эмиссий по-прежнему оставалось преобладание стандартных марок, и за столетний период свет увидели лишь шесть коммеморативных выпусков с эмблемами того события, которому они были посвящены.
В 1941 году трудности военного времени сказались на печати почтовых марок, и марки старого образца (1937 года) печатались с использованием уже меньшего количества краски, что привело к значительно более светлым оттенкам цвета.
Среди послевоенных выпусков были напечатаны коммеморативные марки, посвящённые восстановлению мира, серебряному юбилею свадьбы Георга VI и Летним Олимпийским играм в 1948 году и 75-й годовщине ВПС в 1949 году.
В 1950 году цвета всех марок низких номиналов были изменены. В 1951 году вышла новая серия марок высоких номиналов (2 шиллинга 6 пенсов, 5 шиллингов, 10 шиллингов, 1 фунт стерлингов), а также две памятные марки в честь национальной выставки «Фестиваль Британии».

### Елизавета II
Когда трон после отца в 1952 году унаследовала Елизавета II, возникла потребность в новых марках. Так появилась серия марок, включавшая ряд вариаций, в основе которых лежал портрет королевы Елизаветы II работы фотографа Дороти Уайлдинг, благодаря чему этот выпуск получил известность как серия «Уайлдинг».
В 1958 году в работе английской почтовой службы начали использовать сортировальные машины с электронными фиксаторами, срабатывающими на определённые вещества. В связи с этим на миниатюры стандартной серии стали наносить полосы из графита или фосфора. Число полос и их расположение на марке варьировало. Позднее от графитных полос отказались, однако фосфорные продолжали применяться. В 1962—1967 годах почти все памятные марки издавались двух видов — в обычном варианте и с фосфорными полосками, причём последние имели значительно меньшие тиражи. С 1967 года все марки стали выходить с фосфорными полосками.
Всего с 1840 по 1963 год в Великобритании было эмитировано 369 почтовых марок.
Марки типа «Уайлдинг» оставались в обращении до 1967 года, когда 5 июня появились выпуски типа «Машен». Рисунок типа «Машен» («Голова Машена») хоть и прост — профиль королевы на однотонном фоне, — но очень популярен и по-прежнему остаётся действующей британской стандартной маркой (по состоянию на 2014 год). «Машены» печатались во множестве различных цветов; кроме того, переход на десятичную валюту потребовал выпуска марок новых номиналов, и, вместе с техническим усовершенствованием процесса печати, всё это привело к появлению буквально сотен разновидностей, известных специалистам филателии.
Ниже приводится перечень выпусков марок из серии «Машен» начиная с 1967 года:
1967 — 3, 4, 9 пенсов, 1 шиллинг, 1 шиллинг 3 пенса и 1 шиллинг 9 пенсов
1968 — ½, 1, 2, 5, 6, 7, 8, 10 пенсов
1969 — 4, 8 пенсов, 2 шиллинга 6 пенсов, 5, 10 шиллингов и 1 фунт
1970 — 10, 20, 50 новых пенсов и 1 фунт
1971 — ½, 1, 1½, 2, 2½, 3, 3½, 4, 5, 6, 7½, 9 и 10 новых пенсов
1972 — 1 фунт
1973 — 4½, 5½ и 8 новых пенсов
1974 — 6½ и 7 новых пенсов
1975 — 8½ новых пенсов
1976 — 9, 9½, 10, 10½, 11 и 20 новых пенсов
1977 — 50 новых пенсов, 1, 2 и 5 фунтов
1978 — 10½ новых пенсов
1979 — 11½, 13 и 15 новых пенсов
1980 — 3, 4, 12, 13½, 17, 17½, 22 и 75 новых пенсов
1981 — 2½, 11½, 14, 15½, 18 и 25 новых пенсов
1982 — 5, 12½, 16½, 19½, 26 и 29 новых пенсов
1983 — 3½, 16, 17, 20½, 23, 28, 31 пенс и 1 фунт 30 пенсов
1984 — 10, 13, 18, 22, 24, 34 пенса и 1 фунт 33 пенса
1985 — 7, 12 пенсов и 1 фунт 41 пенс
1986 — 1 фунт 50 пенсов и 1 фунт 60 пенсов
1987 — 26 пенсов
1988 — 2, 4. 5, 14, 19, 20, 23, 27, 28, 32, 35 и 75 пенсов
1989 — 3, 15, 20, 24, 29, 34, 37 пенсов и безноминальные 1-го и 2-го класса
1990 — 10, 17, 22, 26, 27, 31, 33, 50 пенсов и безноминальные 1-го и 2-го класса
1991 — 6, 18, 24, 28, 34, 35 и 39 пенсов
В 1992 году марки серии «Машен» не выпускались.
1993 — 1, 5, 6, 10, 19, 20, 25, 29, 30, 35, 36, 38, 41, 50 пенсов и безноминальные 1-го и 2-го класса
1994 — 60 пенсов
1995 — 2 пенса и 1 фунт
1996 — 20, 25, 26, 31, 37, 39, 43 и 63 пенса
1997 — 1, 2, 4, 5, 6, 10, 20, 26, 30, 31, 37, 39, 43, 50, 63 пенса, 1 фунт и безноминальные 1-го и 2-го класса
1998 — безноминальные 1-го и 2-го класса
1999 — 7, 19, 38, 44, 64 пенса, 1 фунт 50 пенсов, 2, 3, 5 фунтов и безноминальная тарифа «Е»
2000 — 8, 33, 40, 41, 45, 65 пенсов и безноминальная 1-го класса
В 2001 году марки серии «Машен» не выпускались.
2002 — 37, 42, 47, 68 пенсов, безноминальная 1-го класса и безноминальная тарифа «Е»
2003 — 34 пенса, 1 фунт 50 пенсов, 2, 3, 5 фунтов и безноминальные авиапочтовые, тарифа до 40 грамм для корреспонденции в пределах Европы (вместо номинала указано «Europe up to 40 grams») и по всему миру (вместо номинала указано «Worldwide up to 40 grams»)
2004 — 7, 35, 39, 40, 43 пенса и безноминальная авиапочтовая на тариф для почтовой карточки по всему миру (вместо номинала указано «Worldwide postcard»)
2005 — 9, 35 и 46 пенсов
2006 — 12, 14, 37, 44, 49, 72 пенса, безноминальные 1-го и 2-го классов и безноминальные для массивной корреспонденции 1-го и 2-го класса
2007 — 16, 48, 50, 54, 78 пенсов и 1 фунт
2008 — 15, 56 и 81 пенс
2009 — 5, 17, 22, 50, 62, 90 пенсов, 1 фунт, 1 фунт 50 пенсов, 2, 3, 5 фунтов, безноминальные 1-го и 2-го классов и безноминальные для массивной корреспонденции 1-го и 2-го класса
2010 — 60, 67, 88, 97 пенсов, 1 фунт 46 пенсов и безноминальные авиапочтовые, тарифа до 20 грамм для корреспонденции в пределах Европы (вместо номинала указано «Europe up to 40 grams») и по всему миру (вместо номинала указано «Worldwide up to 40 grams»)
2011 — 1, 2, 5, 10, 20, 68, 76 пенсов, 1 фунт 10 пенсов и 1 фунт 65 пенсов
2012 — 87 пенсов, 1 фунт 28 пенсов, 1 фунт 90 пенсов и безноминальная 1-го класса
2013 — 1, 2, 5, 10, 20, 50, 78, 87, 88 пенсов, 1 фунт, 1 фунт 88 пенсов и безноминальная 1-го класса
После введения 15 февраля 1971 года десятичной денежной системы соответствующие изменения коснулись обозначения номиналов на знаках почтовой оплаты Великобритании. Отныне на марках пенсовых достоинств денежная единица указывалась буквой «P» вместо «d» — для отличия их от марок, производившихся до 1971 года. Первые почтовые марки в новых пенсах были выпущены ещё в преддверии денежной реформы (10, 20 и 50 новых пенсов 1970 года выпуска). Все марки старых номиналов были выведены из обращения 29 февраля 1972 года. Новые марки высоких номиналов — 1, 2 и 5 фунтов стерлингов — были отпечатаны в 1976 году.
Первый почтовый блок Великобритании появился весьма поздно — в 1978 году, второй — в 1979 году (к 150-летию со дня смерти Р. Хилла) и третий — в 1980 году.

### Тематика
В 1959 году мне довелось присутствовать в Зале Чайковского на юбилейном вечере, посвящённом 200-летию со дня рождения Роберта Бёрнса. Когда закончилась торжественная часть, ко мне подошёл советский министр связи и вручил мне конверт с марками. На каждой из марок был портрет шотландского барда. Признаться, я испытывал в эту минуту острое чувство стыда. Министр, разумеется, чувствовал вполне законную гордость: ещё бы, в России выпустили марки с портретом Бёрнса, а в Англии нет! Я готов был сквозь землю провалиться, хотя моей-то вины в этом не было.
…Но вот, наконец, в январе сего года и в Англии выпущена первая за всю её историю марка в честь Бёрнса.[^]
Вплоть до 1950-х годов памятных марок Великобритании выпускалось мало и выходили они редко: большинство выпускавшихся почтовых марок представляли собой стандартные выпуски, в рисунке которых преобладал портрет правящего монарха. Даже после того, как памятные марки стали выходить чаще в 1950-е и в начале 1960-х годов, изображение монарха доминировало, обычно занимая от четверти до трети рисунка марки, что ограничивало гибкость и креативность.
Перемены в стиле и тематике британских почтовых миниатюр наметились в 1964 году, когда были напечатаны марки одновременно с портретами Елизаветы II и У. Шекспира, в то время как ранее на марках присутствовало лишь изображение монарха.
С 1965 года последовал целый ряд других портретных марок, в том числе в честь Роберта Бёрнса. Английская марка с портретом Бёрнса (Sc #444) появилась в январе 1966 года — значительно позднее трёх советских марок[≡]. Точно так же марка, посвящённая Чарльзу Диккенсу, вышла впервые в свет в Советском Союзе в 1962 году, а в Великобритании — официально лишь в 1970 году.
В том же 1965 году тогдашний генеральный почтмейстер Тони Бенн принял новые критерии того, что можно изображать на почтовых марках. Художник Дэвид Джентльмен написал Бенну об альтернативных подходах к дизайну, предложив заменить голову монарха другим национальным символом, например, короной, королевским вензелем или словами «Great Britain» или «UK» («Великобритания», «Соединённое Королевство»). Был принят компромиссный вариант: небольшой силуэт королевы на основе используемого на монетах изображения головы работы Мэри Гиллик, который с тех пор стал стандартом для памятных марок начиная с 1966 года. Если портрет монарха является частью основного рисунка марки (как, например, в случае выпусков, посвящённых дню рождения королевы), то нужда в силуэте отпадает, и его на марке не изображают. Исключением из этого правила стал почтовый блок 2000 года, выпущенный в ознаменование 100-го дня рождения королевы-матери, когда в дизайн блока были включены почтовая марка с фотографией Елизаветы II и её силуэт.
Ещё одной тенденцией является рост выпуска почтовых марок в ознаменование событий, связанных с нынешней королевской семьёй. До воцарения королевы Елизаветы II в 1952 году единственные памятные марки, посвящённые королевским событиям, были эмитированы по случаю:
- 25-летия правления Георга V в 1935 году («Серебряный юбилейный выпуск[англ.]»),
- коронации Георга VI в 1937 году («Коронационный выпуск[англ.]») и
- серебряной свадьбой Георга VI в 1948 году.

Однако после 1952 года марки эмитировались в честь многих событий из жизни королевской семьи:
- коронации Елизаветы II в 1953 году («Коронационный выпуск[англ.]»),
- торжественной церемонии присвоения титула принца Уэльского и её 25-й годовщины (1969, 1994),
- серебряной, золотой и бриллиантовой[англ.] свадеб Елизаветы II (1972, 1997 и 2007),
- свадеб её сыновей и дочери (Анны в 1973 году, двух свадеб Чарльза в 1981 году и 2005 году, Эндрю в 1986 году, Эдварда в 1999 году; вторая свадьба Анны в 1992 году не отмечалась почтовыми выпусками),
- 25-летия («Серебряный юбилейный выпуск[англ.]»; 1977) и 50-летия (2002) правления Елизаветы II,

- 25-летия и 50-летия её коронации (1978 и 2003),
- 80-летия, 90-летия и 100-летия её матери (1980, 1990 и 2000),
- её 60-летия и 80-летия (1986 и 2006),
- 40-летия её вступления на трон (1992),
- 21-летия Уильяма (2003).

Кроме того, были выпущены траурные почтовые марки после кончины принцессы Дианы (1998) и королевы-матери Елизаветы (2002).
В отношении предыдущих монархов почтовые марки были эмитированы в 1987 году в ознаменование 150-летия воцарения королевы Виктории и в 1997 году по случаю 450-летия со дня смерти короля Генриха VIII.
Начиная с 2008 года стала выходить серия почтовых марок, посвящённых всем королям и королевам Англии, включая династии Ланкастеров, Йорков, Тюдоров и др.
| Примеры тематических марок Великобритании 1983 года на обложке альбома фирмы «Стэнли Гиббонс» |
| --- |
| - 20½ пенсов — королевские уэльские фузилёры (Mi #957; Yt #1095; SG #1219); 29 пенсов — речной окунь (Mi #941; Yt #1070; SG #1210) - 28 пенсов — нефтяное аварийное судно, из совместного выпуска «Европа» (Mi #955; Yt #1093; SG #1217); 16 пенсов — сад замка Сиссингхерст (Mi #962; Yt #1100; SG #1223); 29 пенсов — автомобили Rolls-Royce Silver Ghost и Silver Spirit (Mi #932; Yt #1061; SG #1201); 16 пенсов — ярмарочная карусель (Mi #966; Yt #1104; SG #1227) |

## Другие виды почтовых марок

### Служебные
Если не считать изъятую из обращения и уничтоженную первую служебную марку VR (1840), служебные марки издавались Великобританией только в 1882—1903 годах. Они представляли собой надпечатки или проколы на стандартных марках и были в обращении с 27 сентября 1882 года по 12 мая 1904 года. Так, в 1901—1904 годах в качестве служебных применялась марка в 6 пенсов с портретом Эдуарда VII и надпечаткой, которая считается редчайшей. Неизрасходованные запасы всех таких марок были уничтожены 14 мая 1904 года.
В общей сложности для различных ведомств было изготовлено 111 служебных марок со следующими надпечатками (в алфавитном порядке):
- «Admiralty» — «Адмиралтейство» (военно-морское ведомство);
- «Army official» — «Армейское служебное»;
- «Board of Education» — «Ведомство просвещения»;
- «Govt parcels» — «Правительственные пакеты»;
- «I. R. official» — «Служебное ведомства внутренних доходов»;
- «О. W. official» — «Служебное ведомства общественных работ»;
- «R. H. official» — «Служебное министерства королевского двора».

### Доплатные
Согласно британским почтовым правилам 1840 года, получатель был обязан заплатить за не оплаченное отправителем письмо в двойном размере, о чём на конвертах ставились соответствующие пометки. С 1914 года в почтовой практике появились доплатные марки, и до 1963 года было выпущено 65 таких марок, имевших надпись «Postage due» («Почтовая доплата») или «То pay» («Уплатить»). Начиная 17 июня 1970 года номинал доплатных марок стал указываться в десятичных денежных единицах. В 1973 году была издана доплатная марка самого высокого номинала — в 5 фунтов стерлингов. На всех доплатных марках, поступивших в использование после денежной реформы, имеется похожий рисунок: цифра, выражающая стоимость, и надпись «То pay» («Уплатить»).

### Авиапочтовые
Что касается авиамарок, в XX веке они не печатались и не вводились официально в обращение британским почтовым ведомством. Однако известны три частные авиапочтовые марки, которые в мае 1933 года были допущены генеральным почтмейстером Великобритании к почтовому употреблению. Эти марки применялись для дополнительной оплаты авиапочтовых отправлений в мае, августе и ноябре того же года и получили статус полуофициальных авиапочтовых эмиссий.
В 2003 году в обращение впервые поступили марочные буклеты с двумя самоклеящимися авиапочтовыми марками (Sc #C1, C2), а в 2004 году — ещё одна самоклеящаяся авиамарка (Sc #C3).

### Почтово-благотворительные
В 1975 и 1989 годах было сделано два выпуска почтово-благотворительных марок.

### Почтово-гербовые
В 1853—1882 годах в качестве почтовых могли употребляться фискальные марки, и таковых почтово-гербовых марок насчитывается шесть видов. 1 июня 1883 года было сделано распоряжение, разрешавшее использовать марки гербового сбора для почтовых нужд.

### Телеграфные
Для оплаты телеграмм в 1876—1881 годах печатались телеграфные марки.

### Марочные буклеты
Первые стандартные сброшюрованные марки, в виде тетрадки (буклета) из 24 марок по 1 пенни (4 листа по 6 марок), поступили в обращение в 1904 году.

## Региональные выпуски
Начиная с 1958 года, на Нормандских островах История почты и почтовых марок Гернси и Джерси, на острове Мэн, в Северной Ирландии, Шотландии и Уэльсе стали издаваться региональные марки. На них изображены эмблемы соответствующего региона.
Хотя эти выпуски продаются только в соответствующих регионах, марки для Северной Ирландии, Шотландии и Уэльса действительны на всей территории Великобритании. Нормандские острова (с 1969) и Мэн (с 1973) получили почтовую независимость и теперь выпускают собственные почтовые марки, которые больше нигде не действительны.

## Полевая почта
Отделения британской полевой почты действовали во время Крымской войны, колониальных войн, первой и Второй мировых войн. Письма полевой почты не франкировались марками либо применялись марки Великобритании. Встречаются также письма с колониальными марками.
С 1 ноября 1932 года по 12 декабря 1939 года для британских войск в Египте печатались специальные марки, которые служили для контрольных целей. Они наклеивались на оборотной стороне конверта, а на лицевой ставился штамп «Egypt. Postage prepaid» («Египет. Почтовый сбор оплачен»).
Известна также британская полевая почта в Салониках (British post in Salonika (British Field Office)), которая существовала только в 1916 году.

## Британская почта за границей
Великобритания организовывала почтовую связь для своих учреждений и военных администраций в других странах, колониях и территориях по всему миру и часто использовала британские стандартные почтовые марки с местными надпечатками.

## Частные выпуски
У берегов Великобритании расположено множество островов, находящихся в частном владении и не имеющих государственных почтовых отделений, на которых владельцы устроили частные почты для доставки корреспонденции туристов, а иногда и местных жителей до ближайших почтовых отделений. При этом для оплаты почтовых расходов на этих островах применяются собственные марки, которые наклеивались на оборотной стороне конверта. Подобные частные почты имели место или до сих пор существуют на следующих островах:
- Каф-оф-Мэн (1962—1973),
- Дрейк (с 1973),
- Гаг (1972—1980),
- Херм[6][32] (1949—1969),
- Джету[32] (1960—1969),
- Лиху (1966—1969),
- Ланди (с 1929)[6][32][46],
- Пэбэй[англ.] (1962—1970 и с 1972),
- Санда (1962—1970),
- Саммер (с 1970).

Количество частных марок, которые печатались даже для необитаемых островов, значительно возросло во второй половине XX века, но они не имеют филателистической ценности. Выпуски для таких островов, как, например, Бардси, Бернера, Сент-Килда, Шуна, Стаффа, Силенд и т. д., рассматриваются как сувенирные виньетки и не относятся к маркам частных почт.
Ещё одним видом частных эмиссий являются марки 1871—1886 годов, имевшие хождение в различных колледжах Оксфордского и Кембриджского университетов и предназначавшиеся для оплаты доставки корреспонденции внутри университетского городка. Эти марки стоили полпенни и могли иметь различные рисунки. В 1886 году они были изъяты, после чего стали использоваться только специальные конверты. В 1969 году почтовые власти разрешили выпустить частную марку по поводу 100-летия колледжа Кебла в составе Оксфордского университета, которую наклеивали на оборотной стороне конверта.
С конца XIX века частные железнодорожные компании, предоставлявшие услуги перевозки и доставки почтовой корреспонденции, печатали собственные наклейки (labels) для оплаты дополнительного сбора в пользу этих компаний. В 1969 году подобная услуга стала снова оказываться на Фестиниогской железной дороге. Фестиниогская железнодорожная почта тоже использует наклейки дополнительного почтового сбора и, кроме того, производит памятные конверты первого дня и спецгашения (см. иллюстрацию выше). Коллекционерами эти наклейки причисляются к «синдереллам».
К частным выпускам не относятся «марки» виртуальной Фрестонии, использовавшиеся в Лондоне в 1977 году в пропагандистских целях, и выпуски вымышленных Шотландских островов.

## Цельные вещи и франкотипы
Первыми британскими цельными вещами были штемпельные конверты, или «конверты Малреди», выпущенные в 1840 году одновременно с первыми марками и названные так по имени художника Уильяма Малреди, который выполнил для них рисунок. Вместе с конвертами также продавались предоплачиваемые почтовые листы. И конверты, и почтовые листы были двух номиналов — 1 и 2 пенса.
В 1841 году на смену этим конвертам пришли новые, с напечатанным на них знаком почтовой оплаты. В 1963 году в Великобритании начали эмитировать иллюстрированные цельные вещи, включая аэрограммы.
В почтовой практике Великобритании давно и широко применяют ещё один вид знаков почтовой оплаты — франкотипы. В 1970 году в почтовых отделениях N6 и W8 в Лондоне употреблялись машинные штемпели с текстом «1970 — LENIN Centenary Year» («1970 год — год столетия Ленина»). На международной выставке «Почта-70», проходившей в Москве с 25 октября по 4 ноября 1970 года в павильоне Великобритании при демонстрации автоматических франкировочных машин «Неопост» применялись два франкотипа с текстом на русском языке «1970 г. — столетняя годовщина рождения Ленина».

## Развитие филателии
Великобритания, как родина первой почтовой марки, имеет давние и прочные филателистические традиции — от организации филателистических обществ до проведения многочисленных филателистических мероприятий и выставок. Примером таковых может служить Всемирная филателистическая выставка «Лондон-90», которая была организована в столице Соединённого королевства в 1990 году в связи со 150-летним юбилеем выпуска «Чёрного пенни».
На заре развития филателии систематическому коллекционированию в Великобритании и в остальном мире способствовало издание каталогов почтовых марок всех стран мира, а также филателистических журналов, которые стали выходить в Европе, в том числе и в Англии. Так, каталог С. Гиббонса печатался ежегодно с 1879 года, а в Ливерпуле в 1861 году начал издаваться журнал «The Stamp-Collector's Review and Monthly Advertiser».
Одновременно возникали филателистические дилеры, такие как английская торговая фирма «Стэнли Гиббонс», которая скупала для дальнейшей перепродажи марки со всего света и даже целые коллекции. Одним из заметных приобретений этой фирмы стало третье в мире по размеру собрание известного российского филателиста Ф. Л. Брейтфуса (1851—1911).
Значительный интерес к филателии на первом этапе её становления привёл к появлению крупных британских коллекционеров, создавших внушительные коллекции почтовых марок всего мира. Таковым, в первую очередь, являлся живший в Лондоне Томас Таплинг (1855—1891). Его собрание считалось вторым в мире по величине и было передано им в Британскую библиотеку. Коллекция Таплинга была положена в основу национальной филателистической коллекции Великобритании и остаётся единственной из всех знаменитых собраний начала XX века, дошедших до сегодняшнего дня почти в полном виде.
К числу выдающихся современных филателистических коллекций относится собрание королевы Великобритании Елизаветы II.